# شاكر البرقاوي
شاكر البرقاوي (4 أبريل 1983 بسليانة في تونس - ) هو لاعب كرة قدم تونسي في مركز الوسط. شارك مع منتخب تونس لكرة القدم. أما مع النوادي، فقد لعب مع النادي الرياضي البنزرتي والنادي الرياضي الصفاقسي ونادي الملعب التونسي.

## روابط خارجية
- شاكر البرقاوي على موقع قاعدة بيانات كرة القدم.إي يو (الإنجليزية)
- شاكر البرقاوي على موقع ناشيونال فوتبول تيمز (الإنجليزية)